# 川崎市立生田中学校
川崎市立生田中学校（かわさきしりついくたちゅうがっこう）は、神奈川県川崎市多摩区三田2丁目に所在する公立中学校。略称は「生中」(いくちゅう)。

## 概要
教育基本法の制定により1947年に設立。旧陸軍登戸研究所の建物や敷地が校舎に転用される形で開校した。

## 沿革
- 1947年 - 開校[3]
- 1952年 - 校歌制定[3]
- 1958年 - 校舎改築工事完了[3]
- 1966年 - 体育館落成式[3]
- 1969年 - プール落成式[3]
- 1970年 - 川崎市立西生田中学校分離設立[3]
- 1977年 - 川崎市立南生田中学校分離設立[3]
- 1988年 - 体育館、格技室、プール落成[3]
- 1997年 - パソコン室竣工[3]
- 2006年 - 校舎耐震工事[3]
- 2007年 - 隣接の川崎市青少年創作センターが同校の「川崎市立生田中学校 特別創作活動センター」となる。[3]
- 2017年 - 創立70年を迎えた。[4]
- 2022年 -  LGBTQ＋ の生徒への配慮から、女子の制服がスカートとスラックスから選べるようになる。
- 2023年 - A棟〜C棟の改修工事が完了する。[5]

## 教育目標

### 理念
- 一人ひとりが自ら学び、思いやりの心と正しい判断力を持って行動できる生徒の育成[6]

### 校訓
- 活力ある学校、高め合う学校、ともに生きる学校[6]

## 校章
栗の葉を三枚組み合わせて正三角形にし、その中央に 『生田中学校』の略称「生中」の二字を配している。栗の葉は、開校当時の校舎をとりまく栗林という三田が原の環境を表しており、三稜を形づくる葉先は校歌に示されている「信義」「友愛」「明朗」の精神をそれぞれ象徴するものである。

## 校歌
1952年 - 校歌制定
- 作詞 若林牧春[7]
- 作曲 平井康三郎[7]
- 編曲 加納良英

## 部活動
運動部・文化部合わせて18個の部が活動している。いずれの部活動も入部は自由となっている。
なお、いずれの部活動も兼部は不可。
ハンドボール部（男・女）は2008年に創部され、男女とも全国大会への出場経験がある。

### 運動部
1. 陸上競技部（男女混合）[8]
2. 野球部（男子のみ）[8]
3. サッカー部（男子のみ）[8]
4. ソフトボール部（女子のみ）[8]
5. バレーボール部（女子のみ）[8]
6. 男子バスケットボール部[8]
7. 女子バスケットボール部[8]
8. バドミントン部（男女混合）[8]
9. 男子ソフトテニス部[8]
10. 女子ソフトテニス部[8]
11. 卓球部（男女混合）[8]
12. 剣道部（男女混合）[8]
13. 男子ハンドボール部[8]
14. 女子ハンドボール部[8]

### 文化部
1. 吹奏楽部（男女混合）[8]
2. 演劇部（男女混合）[8]
3. 美術部（男女混合）[8]
4. 家庭科部（男女混合）[8]

## 生徒会活動
実行委員、委員会活動合わせて15個が活動を行なっている。生徒会活動への参加はいずれも自由となっている。

### 委員会活動
1. 生徒会本部（生徒会役員選挙のときに、会長1名・副会長、書記、会計を1・2学年からそれぞれ2名ずつ立候補者の中から選ぶ）[11]
2. 1年クラス委員会（各クラス男女2名ずつ）[11]
3. 2年クラス委員会（各クラス男女2名ずつ）[11]
4. 3年クラス委員会（各クラス男女2名ずつ）[11]
5. 生活委員会（各クラス男女2名ずつ）[11]
6. 保健委員会（各クラス男女2名ずつ）[11]
7. 福祉厚生委員会（各クラス男女2名ずつ）[11]
8. 環境委員会（各クラス男女2名ずつ）[11]
9. 図書委員会（各クラス男女問わず2名ずつ）[11]
10. 新聞委員会（各クラス男女問わず2名ずつ）[11]
11. 視聴覚委員会（各クラス男女2名ずつ）[11]
12. 選挙管理委員会（各クラス男女問わず1名）[11]

### 実行委員会
1. 体育祭実行委員会（各クラス男女2名ずつ）[11]
2. 合唱コンクール実行委員会（各クラス男女2名ずつ）[11]
3. 生創祭実行委員会（各クラス男女2名ずつ）[11]

## 行事
例年5月に体育祭が行われ、文化祭は「生創祭(いくそうさい)」と呼ばれ例年10月に行われる。

## 服装

### 制服
男子は詰襟、女子はブレザーで、女子はスカートとスラックスから選べる。
体育の授業や掃除、部活動の際以外は、制服を着用しなければならない。なお、特例として部活動中または終了後に大雨が降り出した場合には、ジャージでの下校が認められる。

### 体操服
体育の授業や掃除の際に体操服を着用する。なお、体育の授業では体調不良時や冬季のみジャージの着用が認められていて、それ以外は体操服のみで体育を行う。通常、更衣室の使用はできず、体育の授業や掃除、部活動等がある日は制服の下に体操服を着て登校し、男女とも同じ教室で着替える。

## 登下校
自転車での登下校は禁止されている。

### 登校
- 朝は7時45分以降に登校が可能で、8時30分までに登校する。

### 下校
最終下校時間は以下の通りである。なお、部活動等は最終下校時間の15分前に活動を終了し、最終下校時間までに下校する。
- 4月　18:00
- 5〜8月　18:15
- 9月　18:00
- 10月1日〜文化祭当日　17:45
- 文化祭当日〜12月　16:45
- 1月　17:00
- 2月　17:30
- 3月　17:45

## 通学地域
多摩区
- 生田1丁目、4-7丁目、8丁目 1-12、27-29番 [13]

- 東生田1丁目、2丁目[13]
- 東三田[13]
- 枡形3-7丁目[13]
- 三田[13]

## 著名な出身者
- 川崎龍（音楽家、ピアニスト） - 2007年卒業[14]
- 栗村修（スポーツ選手、自転車ロードレーサー） - 1986年卒業[14]
- 国府弘子（音楽家、ジャズピアニスト） - 1975年卒業[4][15]
- 山崎充哲（環境コンサルタント） - 1972年卒業[16]

## アクセス
- 小田急小田原線 生田駅 徒歩約7分[17]